# سوسیالیسم دموکراتیک
سوسیالیسم دموکراتیک (انگلیسی: Democratic socialism) ایدئولوژی سیاسی مدافع یک نظام سیاسی دموکراتیک در کنار یک نظام اقتصادی سوسیالیستی است، که شامل ترکیبی از دموکراسی سیاسی (معمولاً دموکراسی چندحزبی) با مالکیت اجتماعی ابزارهای تولید است. صفت «دموکراتیک» گرچه گاهی به عنوان مترادف «سوسیالیسم» به کار می‌رود، گاهی به منظور متمایز کردن آن از شیوه‌های غیردموکراتیک سوسیالیسم نظیر برند مارکسیسم-لنینیسم سوسیالیسم به کار می‌رود.

## واکاوی

### علم اقتصاد
سوسیالیست‌های دموکراتیک گستره ای از مدل‌های متفاوت سوسیالیسم و اقتصاد سوسیالیستی، از سوسیالیسم بازار که در آن بنگاه در مالکیت اجتماعی در بازارهای رقابتی شرکت می‌کند و نیروی کار آن خودمدیریتی اعمال می‌کند تا اقتصاد مشارکتی غیر بازاری مبتنی بر اقتصاد برنامه‌ریزی شده نامتمرکز را ترویج کرده‌اند.
سوسیالیسم دموکراتیک همچنین به گونه نامتمرکز اقتصاد برنامه‌ریزی که در آن واحدهای تولیدی به صورت یک سازمان واحد یکپارچه در می‌آیند و بر مبنای خودمدیریتی سازماندهی می‌شوند. یوجین دبز و نورمن تامس که هر دو نامزدهای ریاست جمهوری ایالات متحده از حزب سوسیالیست ایالات متحده آمریکا بودند، سوسیالیسم را نظامی اقتصادی فهم می‌کردند که ساختار آن بر مبنای تولید برای مصرف و مالکیت اجتماعی و نظام سودبر به جای مالکیت خصوصی ابزار تولید است.
سوسیالیست‌های دموکراتیک و حامیان معاصر سوسیالیسم بازار استدلال کرده‌اند که دلیل اصلی ناکامی‌های اقتصادی اقتصادهای مدل شوروی اقتصادهای دستوری بوده نه خود سوسیالیسم. نظام اداری-دستوری آنها باعث ناکامی آنها برای ایجاد مقررات و معیارهای عملیاتی برای عملیات کارای بنگاه‌های دولتی در تخصیص سلسله مراتبی منابع و کالاهایشان و نبود دموکراسی در نظام‌های سیاسی که اقتصادهای مدل شوروی با آنها ترکیب شده بود، بوده است.

#### برنامه‌ریزی دموکراتیک
یک اقتصاد دستوری دموکراتیک به عنوان مبنای سوسیالیسم پیشنهاد شده و به کرات از سوی سوسیالیست‌های دموکراتیکی که حامی یک شکل غیربازاری سوسیالیسم‌اند و در عین حال مدل برنامه‌ریزی اقتصادی شوروی را رد می‌کنند دفاع شده است. استدلال شده که برنامه‌ریزی نامتمرکز اجازه می‌دهد یک نظام خودتنظیم‌گر آنی از کنترل سهام (تنها متکی بر calculation in kind) به‌وجود آید و به‌طور قاطعی بر اعتراضات طرح شده توسط مباحثه محاسبه سوسیالیستی که هر اقتصاد بزرگ مقیاسی حتماً باید به یک نظام قیمت‌های بازار متوسل شود فائق آید.
این شکل از اقتصاد دستوری موید نوعی فرایند تصمیم سازی دموکراتیک و مشارکتی درون اقتصاد و درون خود شرکت‌ها به فرم دموکراسی صنعتی بود. گونه‌های کامپیوتری اقتصاد دستوری دموکراتیک و هماهنگ سازی بین بنگاه‌های اقتصادی هم از سوی عالمان علوم رایانه و اقتصاددانان رادیکال مختلف پیشنهاد شده است. حامیان اقتصاد دستوری دموکراتیک یا نامتمرکز و مشارکتی را به عنوان جایگزینی برای سوسیالیسم بازار برای یک جامعه پساسرمایه‌داری معرفی می‌کنند.

## احزاب سوسیالیست دموکراتیک پارلمانی
- از احزاب حاکم (از جمله شرکای دولت‌های ائتلافی)

| حزب                          | کشور                         | تاریخ تأسیس | % آرای مردمی در آخرین انتخابات | کرسی‌ها در مجلس سفلی (در صورت دو مجلسی بودن) |
| ---------------------------- | ---------------------------- | ----------- | ------------------------------ | ------------------------------------------- |
| ائتلاف پاییس                 | اکوادور                      | ۲۰۰۶        | 52.3% (۲۰۱۳)                   | ۱۰۰ از ۱۳۷ (۷۳٪)                            |
| جبهه آزادی‌بخش ملی ساندینیستا | نیکاراگوئه                   | ۱۹۶۱        | 60.9% (۲۰۱۱)                   | ۶۳ از ۹۲ (۶۸٪)                              |
| حرکت برای سوسیالیسم (بولیوی) | بولیوی                       | ۱۹۹۸        | 61.4% (۲۰۱۴)                   | ۸۸ از ۱۳۰ (۶۸٪)                             |
| حزب متحد سوسیالیست           | ونزوئلا                      | ۲۰۰۷        | 48.2% (۲۰۱۰)                   | ۹۶ از ۱۶۵ (۵۸٪)                             |
| سیریزا                       | یونان                        | ۲۰۱۲        | 36.3% (۹/۲۰۱۵)                 | ۱۴۵ از ۳۰۰ (۴۸٪)                            |
| پرو می‌برد                    | پرو                          | ۲۰۱۰        | 25.3% (۲۰۱۱)                   | ۴۷ از ۱۳۰ (۳۶٪)                             |
| شن‌فن                         | جمهوری ایرلند · ایرلند شمالی | ۱۹۰۵        | 13.8% (۲۰۱۶)27.9% (۲۰۱۷)       | ۲۳ از ۱۵۸ (۱۵٪)۲۷ از ۹۰ (۳۰٪)               |
| Party of Socialists          | مولدووا                      | ۱۹۹۷        | 20.5% (۲۰۱۴)                   | ۲۵ از ۱۰۱ (۲۵٪)                             |
| حزب دموکراتیک خلق‌ها (HDP)    | ترکیه                        | ۲۰۱۲        | 10.8% (۱۱/۲۰۱۵)                | ۵۹ از ۵۵۰ (۱۱٪)                             |
| حزب کارگران                  | برزیل                        | ۱۹۸۰        | 53% (۲۰۱۴)                     | ۷۰ از ۵۱۳ (۱۴٪)                             |
| Left-Green Movement          | ایسلند                       | ۱۹۹۹        | 10.8% (۲۰۱۳)                   | ۷ از ۶۳ (۱۱٪)                               |
| حزب سوسیالیست                | صربستان                      | ۱۹۹۰        | 13.5% (۲۰۱۴)                   | ۲۵ از ۲۵۰ (۱۰٪)                             |
| حزب سوسیالیست                | هلند                         | ۱۹۷۱        | 9.7% (۲۰۱۲)                    | ۱۵ از ۱۵۰ (۱۰٪)                             |
| حزب چپ                       | آلمان                        | ۲۰۰۷        | ۸٫۶٪ (۲۰۱۳)                    | ۶۴ از ۶۳۱ (۱۰٪)                             |
| Red–Green Alliance           | دانمارک                      | ۱۹۸۹        | 7.8% (۲۰۱۵)                    | ۱۴ از ۱۷۹ (۸٪)                              |
| United Left                  | اسلوونی                      | ۲۰۱۴        | 6% (۲۰۱۴)                      | ۶ از ۹۰ (۷٪)                                |
| ائتلاف چپ                    | فنلاند                       | ۱۹۹۰        | 7.1% (۲۰۱۵)                    | ۱۲ از ۲۰۰ (۶٪)                              |
| حزب چپ                       | سوئد                         | ۱۹۱۷        | 5.7% (۲۰۱۴)                    | ۲۱ از ۳۴۹ (۶٪)                              |
| Left Ecology Freedom         | ایتالیا                      | ۲۰۱۰        | 3.2% (۲۰۱۳)                    | ۳۷ از ۶۳۰ (۶٪)                              |
| Labourists – Labour Party    | کرواسی                       | ۲۰۱۰        | 5.1% (۲۰۱۱)                    | ۶ از ۱۵۱ (۴٪)                               |
| حزب سوسیالیست چپ (نروژ)      | نروژ                         | ۱۹۷۵        | 4.1% (۲۰۱۳)                    | ۷ از ۱۶۹ (۴٪)                               |
| فدراسیون انقلابی ارمنی       | ارمنستان                     | ۱۸۹۰        | ۵٫۷٪ (۲۰۱۲)                    | ۵ از ۱۳۱ (۴٪)                               |
| United Left                  | اسپانیا                      | ۱۹۸۶        | 6.9% (۲۰۱۱)                    | ۱۱ از ۳۵۰ (۳٪)                              |
| Left Bloc                    | پرتغال                       | ۱۹۹۹        | 10.2% (۲۰۱۵)                   | ۱۹ از ۲۳۰ (۸٪)                              |
| The Left                     | لوکزامبورگ                   | ۱۹۹۹        | 4.9% (۲۰۱۳)                    | ۲ از ۶۰ (۳٪)                                |
| جبهه چپ                      | فرانسه                       | ۲۰۰۸        | ۶٫۹٪ (۲۰۱۲)                    | ۱۰ از ۵۷۷ (۲٪)                              |

## سوسیالیست‌های دموکراتیک سرشناس

### سیاستمداران
رؤسای کشور/دولت
- سالوادور آلنده، رئیس‌جمهور شیلی 1970–73[۲۳][۲۴][۲۵]
- خاکوبو آربنز، رئیس‌جمهور گواتمالا 1951–54[۲۶]
- کلمنت اتلی، نخست‌وزیر بریتانیا 1945–51[۲۷][۲۸]
- میچل باچله، رئیس‌جمهور شیلی 2006–10, 2014–[۲۹]
- داوید بن گوریون، نخست‌وزیر اسراییل 1948–54, 1955–63[۳۰][۳۱]
- روملو بتانکورت، رئیس‌جمهور ونزوئلا ۱۹۴۵–۴۸، ۱۹۵۹–۶۴
- ذوالفقار علی بوتو، نخست‌وزیر پاکستان ۱۹۷۳–۷۷
- تونی بلر، نخست‌وزیر بریتانیا ۱۹۹۷–۲۰۰۷ (self described)[۳۲]
- لئون بلوم، نخست‌وزیر فرانسه ۱۹۳۶–۳۷، ۱۹۳۸[۳۳]
- ویلی برانت، صدراعظم آلمان غربی ۱۹۶۹–۷۴[۳۴][۳۵]
- هوگو چاوز، رئیس‌جمهور ونزوئلا ۱۹۹۹–۲۰۱۳[۳۵][۳۶][۳۷] (disputed)[۳۸]
- آلوارو کولوم، رئیس‌جمهور Guatemala 2008–12[۳۵]
- رافائل کورئا، رئیس‌جمهور اکوادور 2007–[۳۷]
- الکساندر دوبچک، رهبر چکسلواکی کمونیست 1968–9[۳۹]
- مائوریسیو فونس، رئیس‌جمهور El Salvador 2009–14[۳۷]
- میخائیل گورباچف، رهبر شوروی 1985–91[۴۰][۴۱]
- فرناندو لوگو، رئیس‌جمهور پاراگوئه ۲۰۰۸–۱۲[۳۷]
- نلسون ماندلا، رئیس‌جمهور آفریقای جنوبی 1994–99[۴۲][۴۳]
- مایکل مانلی، نخست‌وزیر جاماییکا ۱۹۷۲–۸۰
- فرانسوا میتران، رئیس‌جمهور فرانسه ۱۹۸۱–۹۵[۴۴][۴۵]
- اوو مورالس، رئیس‌جمهور بولیوی ۲۰۰۶–[۳۵][۳۷]
- خوزه موخیکا، رئیس‌جمهور اروگوئه ۲۰۱۰–۱۵[۳۷]
- جواهر لعل نهرو، نخست‌وزیر هند ۱۹۴۷–۶4[۴۶][۴۷]
- دانیل اورتگا، رئیس‌جمهور نیکاراگوئه 1985–90, 2007–[۳۷]
- خوزه راموس، رئیس‌جمهور تیمور شرقی2007–12[۴۸]
- اولاف پالمه، نخست‌وزیر سوئد 1969–76, 1982–86[۳۵][۳۹]
- لوئیس ایناسیو لولا دا سیلوا، رئیس‌جمهور برزیل 2003–11[۳۵]
- کالوی سورسا، نخست‌وزیر فنلاند 1972–5, 1977–9, 1982–7[۴۹]
- آلکسیس سیپراس، نخست‌وزیر یونان 2015[۵۰]
- تاباره باسکس، رئیس‌جمهور اروگوئه 2005–10, 2015–[۳۵]

- نیکلاس مادورو، رئیس‌جمهور ونزوئلا 2013-[۵۱]

دیگران
- تونی بن، از رهبران حزب کارگر بریتانیا[۵۲][۵۳]

عبدالرحمان قاسملو، دبیرکل حزب دموکرات کردستان ایران
(۱۹۳۰–۱۹۸۹)
- جرمی کوربین، رهبر حزب کارگر (بریتانیا) و رهبر اپوزیسیون (بریتانیا) ۲۰۱۵–تاکنون[۵۴]
- جیمز کانلی، انقلابی ایرلندی
- یوجین دبس، رهبر سندیکایی آمریکایی، کاندیدای پنج بارهٔ ریاست جمهوری آمریکا از حزب سوسیالیست آمریکا
- تامی داگلاس، سیاستمدار کانادایی، پدر مدیکر
- Michael Harrington, مؤسس سوسیالیست‌های دموکراتیک آمریکا[۳۵]
- دنیس هیلی، سیاستمدار کارگر بریتانیایی[۵۴][۵۵][۵۶]
- کن لیوینگستون، شهردار لندن 2000–08[۵۷]
- برنی سندرز، سناتور ایالات متحده از ورمانت (خودخوانده)[۵۸]
- Kshama Sawant, عضو شورای شهر سیتل[۵۹]
- دنیس اسکینر، سیاستمدار کارگر بریتانیایی
- Norman Thomas, کاندیدای شش باره حزب سوسیالیست آمریکا برای ریاست جمهوری
- Neil Kinnock (خود خوانده، در اعتراض به حزب سوسیال دموکرات مخالفین)[۶۰]

### روشنفکران و فعالان
- Billy Bragg
- راسل برند[۶۱]
- برتراند راسل، فیلسوف بریتانیایی[۶۲]
- جان دیویی
- باربارا ارینریک
- آلبرت اینشتین، فیزیکدان متولد آلمان.[۶۳][۶۴] که دربارهٔ دیدگاه‌های سیاسی‌اش در سال ۱۹۴۹ مقاله‌ای با عنوان چرا سوسیالیسم؟ نوشت.
- اریش فروم
- Michael Harrington
- کریستوفر هیچنز
- مری هریس جونز
- ماریو بونگه
- اون جونز[۶۵]
- هلن کلر
- مارتین لوتر کینگ جونیور، رهبر حقوق شهروندی سیاهپوستان آمریکا[۶۶][۶۷][۶۸]
- نائومی کلاین[۶۹]
- رزا لوکزامبورگ
- Lawrence O'Donnell, American political analyst
- جرج اورول، رمان‌نویس انگلیسی[۷۰]
- آندره ساخاروف، Soviet physicist, dissident and human rights activist[۷۱]
- Harry S. Weeks IV, notable political activist and founder of the Wheeling, West-Virginia, Democratic-Socialist Union
- Cornel West
- Richard D. Wolff[۷۲]
- هوارد زین
- نوآم چامسکی
- یانیس واروفاکیس، وزیر اقتصاد سابق یونان.